# 400 mètres quatre nages masculin aux championnats du monde de natation 2024
Cet article traite de l'épreuve masculine. Pour la compétition féminine, voir 400 mètres quatre nages féminin aux championnats du monde de natation 2024.
Le 400 mètres quatre nages masculin est une épreuve de natation sportive des championnats du monde de natation 2024. Elle a lieu le 18 février 2024 à Doha au Qatar.

## Records
Avant cette compétition, les records dans cette discipline étaient :
| Record du monde       | 4 min 2 s 50 | Léon Marchand | 23 juillet 2023 | Fukuoka, Japon |
| Record du championnat | 4 min 2 s 50 | Léon Marchand | 23 juillet 2023 | Fukuoka, Japon |

## Résultats détaillés
Les 8 meilleurs temps se qualifient pour la finale (Q).

### Séries
| Rang | Série | Ligne | Nageur               | Pays             | Temps        | Commentaire  |
| ---- | ----- | ----- | -------------------- | ---------------- | ------------ | ------------ |
| 1    | 2     | 1     | David Johnston       | États-Unis       | 4:12.51      | Q            |
| 2    | 2     | 3     | Max Litchfield       | Royaume-Uni      | 4:12.54      | Q            |
| 3    | 2     | 4     | Daiya Seto           | Japon            | 4:13.06      | Q            |
| 4    | 3     | 4     | Carson Foster        | États-Unis       | 4:13.24      | Q            |
| 5    | 3     | 3     | Lewis Clareburt      | Nouvelle-Zélande | 4:13.61      | Q            |
| 6    | 3     | 6     | Balázs Holló         | Hongrie          | 4:13.93      | Q            |
| 7    | 2     | 6     | Lorne Wigginton      | Canada           | 4:14.54      | Q            |
| 8    | 3     | 5     | Alberto Razzetti     | Italie           | 4:15.84      | Q            |
| 9    | 3     | 9     | Robert-Andrei Badea  | Roumanie         | 4:18.43      |              |
| 10   | 3     | 1     | Collyn Gagne         | Canada           | 4:18.74      |              |
| 11   | 2     | 0     | Marius Toscan        | Suisse           | 4:19.24      |              |
| 12   | 3     | 7     | Zhang Zhanshuo       | Chine            | 4:19.86      |              |
| 13   | 3     | 8     | Richard Nagy         | Slovaquie        | 4:20.76      |              |
| 14   | 2     | 8     | Kim Min-seop         | Corée du Sud     | 4:20.93      |              |
| 15   | 1     | 6     | Anže Ferš Eržen      | Slovénie         | 4:23.64      |              |
| 16   | 1     | 5     | Jaouad Syoud         | Algérie          | 4:23.66      |              |
| 17   | 3     | 2     | Matthew Sates        | Afrique du Sud   | 4:25.04      |              |
| 18   | 1     | 3     | Tan Khai Xin         | Malaisie         | 4:25.16      |              |
| 19   | 1     | 4     | Erick Gordillo       | Guatemala        | 4:25.34      |              |
| 20   | 2     | 9     | Nguyễn Quang Thuấn   | Viêt Nam         | 4:28.72      |              |
| 21   | 3     | 0     | Wang Hsing-hao       | Taipei chinois   | 4:39.53      |              |
| 22   | 1     | 7     | Oliver Durand        | Namibie          | 4:42.64      |              |
| 23   | 1     | 1     | Ahmed Theibich       | Bahreïn          | 4:54.79      |              |
| –    | 2     | 5     | Tomoru Honda         | Japon            | Non partant  | Non partant  |
| –    | 1     | 2     | Jarod Arroyo         | Porto Rico       | Disqualifiés | Disqualifiés |
| –    | 2     | 2     | Apóstolos Papastámos | Grèce            | Disqualifiés | Disqualifiés |
| –    | 2     | 7     | Thomas Jansen        | Pays-Bas         | Disqualifiés | Disqualifiés |

### Finale
| Rang               | Ligne | Nageur           | Pays             | Temps         |
| ------------------ | ----- | ---------------- | ---------------- | ------------- |
| Médaille d'or      | 2     | Lewis Clareburt  | Nouvelle-Zélande | 4 min 9 s 72  |
| Médaille d'argent  | 5     | Max Litchfield   | Royaume-Uni      | 4 min 10 s 40 |
| Médaille de bronze | 3     | Daiya Seto       | Japon            | 4 min 12 s 51 |
| 4                  | 6     | Carson Foster    | États-Unis       | 4 min 12 s 62 |
| = 5                | 4     | David Johnston   | États-Unis       | 4 min 13 s 01 |
| = 5                | 8     | Alberto Razzetti | Italie           | 4 min 13 s 01 |
| 7                  | 1     | Lorne Wigginton  | Canada           | 4 min 14 s 98 |
| 8                  | 7     | Balázs Holló     | Hongrie          | 4 min 19 s 66 |